# Gabinete de Política Racial do NSDAP
O Gabinete da Política Racial foi um departamento do Partido Nazi (NSDAP), que foi criado para "unificar e supervisionar toda a doutrinação e trabalhos de propaganda na área das políticas raciais e da população". O gabinete foi criado em 1933 com a designação Gabinete do NSDAP para Esclarecimento à População das Políticas Raciais e do Bem-estar (em alemão: Aufklärungsamt für Bevölkerungspolitik und Rassenpflege). Em 1935, mudou de designação para Gabinete de Política Racial do NSDAP (alemão: Rassenpolitisches Amt der NSDAP ou RPA).
O Dr. Walter Gross manteve-se o único director até ao seu suicídio no final da Segunda Guerra Mundial, em Abril de 1945.

## Finalidade
O principal papel do RPA foi o de supervisionar a produção e a manutenção de propaganda sobre a consciência étnica da raça Ariana Nórdica. Foi denominado "iluminismo" em vez de "propaganda" pelas autoridades nazis, porque "não era uma chamada para a acção imediata, mas uma mudança de atitude de longo- prazo". O dr. Gross não queria que as pessoas pensassem em si mesmas como indivíduos  mas sim como "elos únicos na grande corrente da vida".

## Métodos
Todas as informações relativas a assuntos raciais do NSDAP necessitavam de aprovação do gabinete de Gross antes da sua publicação. O departamento lidava com todas as medidas relativas a assuntos relacionados com as políticas da população e raciais em cooperação com outras agências nazis e das SS, tais como o RKFDV. O RPA verificava e fazia passar todos os comunicados de imprensa do Partido Nazi sobre questões de raça. Também fornecia dados para a elaboração da legislação nazi sobre questões raciais.
O RPA produzia a Neues Volk, uma revista mensal que visava um público mais generalista, em vez de uma audiência mais especializada. Mas embora contivesse artigos sobre temas como informações úteis sobre viagens, o seu tema central era a promoção de uma consciência eugenica e étnica. Outras publicações criadas pelo gabinete incluía um plano de casamento de dez pontos. As orientações, em vez de se concentrarem no amor, salientavam que o critério ideal  para o casamento no estado Nazi eram a raça e a saúde. O panfleto exigia a investigação sobre a ascendência de potenciais parceiros, e que o parceiro ideal não devia permanecer solteiro, concluindo com a esperança de que o casal tivesse muitos filhos. Outras publicações incluíam "Pode Pensar Racialmente?" e "O Campesinato entre Ontem e Hoje".
O RPA também criou exposições itinerantes que apresentavam o tipo ideal ariano como imutável contrastando com os tipos sub-humanos. No seu primeiro ano, o gabinete publicou 14 panfletos sobre a educação racial. Isto levou ao estabelecimento de cursos de formação intensivos para criar educadores de etnia. Mais de mil membros das Sturmabteilung e recém-formados da escola de Medicina foram doutrinados em cada ano sobre assuntos nazis raciais até 1945.